# Edon Zhegrova
Edon Zhegrova, född 31 mars 1999 i Herford i Tyskland, är en kosovansk fotbollsspelare (mittfältare) som spelar för Lille.

## Karriär
Den 14 januari 2022 värvades Zhegrova av Lille, där han skrev på ett 4,5-årskontrakt.